# Alopecosa curtohirta
Alopecosa curtohirta là một loài nhện trong họ Lycosidae.
Loài này thuộc chi Alopecosa. Alopecosa curtohirta được Guo Tang, Urita & Da-xiang Song miêu tả năm 1993.